# Limnoria magadanensis
Limnoria magadanensis là một loài chân đều trong họ Limnoriidae. Loài này được Jesakova miêu tả khoa học năm 1961.